# Prinsjesdag

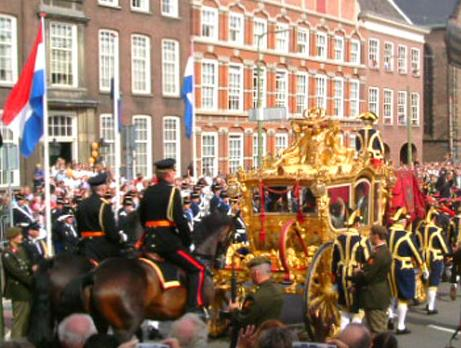
La Carrossa reial en el Prinsjesdag

El Prinsjesdag («dia dels prínceps») és un dia important a la vida política neerlandesa que se celebra anualment el tercer dimarts de setembre. En aquest dia, els Estats Generals es reuneixen en sessió conjunta davant el tron, en el que sobirà pronuncia el discurs del tron (en neerlandès: Troonrede) que és escrit pel primer ministre i el seu gabinet. En aquest discurs, que es realitza al Ridderzaal o Sala dels Cavallers de La Haia, davant de senadors i diputats reunits conjuntament, el govern, pel mig del rei, anuncia la política que pensa desenvolupar a l'any següent.
El Prinsjesdag és una jornada molt protocol·lària. Al matí, els carrers de la Haia es preparen per rebre la desfilada reial. El rei, actualment Guillem Alexandre, part del palau Noordeinde en una carrossa daurada i recorre els carrers de la ciutat fins a la Sala dels Cavallers. El ministre d'Hisenda marxa a continuació amb una maleta amb la inscripció Derde Dinsdag in September («3r dimarts de setembre»). Aquesta maleta conté els pressuposts que el ministre presentarà a la Segona cambra dels Estats Generals.

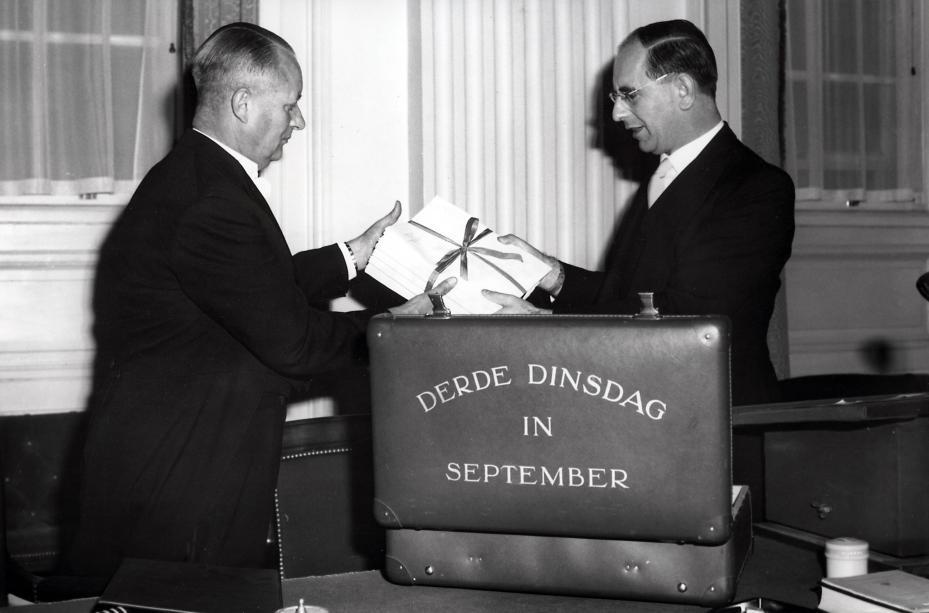
Jan Willem de Pous, ministre d'Hisenda, amb la maleta del pressupost després de l'obertura dels Estats Generals, el 18 de setembre de 1962.

L'esdeveniment està prescrit per la constitució del país en el seu article 65, que afirma:
| « | Una exposició sobre la política a seguir pel Govern serà donada per aquest en nom del Rei davant d'una sessió conjunta de les dues cambresdels Estats Generals, que serà realitzada tots els anys el tercer dimarts de setembre o en data anterior, que podrà ser establerta per llei del Parlament. | » |

El president de Senat dels Països Baixos presideix la sessió conjunta. Una mica abans de les 13:00 hores, obre la reunió i, tot seguit, nomena un nombre de persones entre els membres d'ambdues cambres per escortar al monarca i al seu seguici. En aquesta ocasió, els membres masculins del Parlament usen els seus vestits més formals, mentre que les senyores diputades competeixen entre elles lluint els seus vestits i els barrets més extravagants.

## Presentació dels pressuposts
La Constitució neerlandesa indica també que aquest és el dia en què el ministre d'Hisenda ha de presentar els pressuposts, els quals són secrets fins al moment del discurs del monarca, encara que amb freqüència es produeixen algunes filtracions. Després del dinar, el ministre d'Hisenda presenta el pressupost nacional per a l'any següent i el seu Memoràndum (o Miljoenennota) a la cambra dels diputats dels Països Baixos. S'inicia de seguida un cicle de debats parlamentaris sobre el mencionat pressupost. És el moment més important per a la política parlamentària, perquè els diputats poden alterar el pressupost per finançar plans específics.

## Història
Al segle xviii, el Prinsjesdag era la festa més popular del país, i es commemorava cada 8 de març l'aniversari del príncep Guillem V. Entre el 1780 i el 1797 -coneguda com l'Era dels Patriotes (veure República Batava)- el dia era usat per efectuar demostracions de lleialtat a la Casa d'Orange, estant aquesta una de les explicacions de l'origen del nom de la cerimònia d'obertura del Parlament.
Històricament, la Constitució va declarar que l'obertura del parlament hauria de tenir lloc en data a determinar. A la primera meitat del segle xix, l'obertura del parlament s'efectuava el primer dilluns de novembre, encara que tot seguit es va traslladar al tercer dilluns d'octubre; però el 1848, a causa d'una revisió constitucional relativa als pressuposts anuals, era necessari més temps per debatre el pressupost, de manera que la data va ser anticipada al mes de setembre. Aleshores, el dilluns va ser considerat inadequat, doncs molts parlamentaris residents en llocs distants de la Haia, havien de deixar les seves cases diumenge per arribar a temps a la cerimònia, per la qual cosa el 1887 una reforma del Prinsjesdag va fixar la data en el tercer dimarts de setembre.
Al llarg dels anys de 1815 a 1904, el discurs del tron va ser realitzat a la sala de reunions de la Cambra dels Diputats, però va ser transferit novament a la Sala dels Cavallers (Ridderzaal), després d'una extensa restauració de l'edifici que va tenir lloc a començaments del segle xx.